# In Guezzam
In Guezzam là một đô thị thuộc tỉnh Tamanghasset, Algérie. Dân số thời điểm năm 2002 là 4.938 người.

## Khí hậu
In Guezzam có khí hậu sa mạc nóng (phân loại khí hậu Köppen BWh), với mùa hè dài, rất nóng còn mùa đông ngắn và ấm.
| Dữ liệu khí hậu của In Guezzam    | Dữ liệu khí hậu của In Guezzam | Dữ liệu khí hậu của In Guezzam | Dữ liệu khí hậu của In Guezzam | Dữ liệu khí hậu của In Guezzam | Dữ liệu khí hậu của In Guezzam | Dữ liệu khí hậu của In Guezzam | Dữ liệu khí hậu của In Guezzam | Dữ liệu khí hậu của In Guezzam | Dữ liệu khí hậu của In Guezzam | Dữ liệu khí hậu của In Guezzam | Dữ liệu khí hậu của In Guezzam | Dữ liệu khí hậu của In Guezzam | Dữ liệu khí hậu của In Guezzam |
| Tháng                             | 1                              | 2                              | 3                              | 4                              | 5                              | 6                              | 7                              | 8                              | 9                              | 10                             | 11                             | 12                             | Năm                            |
| --------------------------------- | ------------------------------ | ------------------------------ | ------------------------------ | ------------------------------ | ------------------------------ | ------------------------------ | ------------------------------ | ------------------------------ | ------------------------------ | ------------------------------ | ------------------------------ | ------------------------------ | ------------------------------ |
| Trung bình ngày tối đa °C (°F)    | 26.5 (79.7)                    | 29.3 (84.7)                    | 33.7 (92.7)                    | 38.3 (100.9)                   | 41.0 (105.8)                   | 41.6 (106.9)                   | 40.1 (104.2)                   | 39.0 (102.2)                   | 38.9 (102.0)                   | 37.0 (98.6)                    | 32.6 (90.7)                    | 28.4 (83.1)                    | 35.5 (96.0)                    |
| Trung bình ngày °C (°F)           | 18.6 (65.5)                    | 21.1 (70.0)                    | 25.3 (77.5)                    | 30.1 (86.2)                    | 33.3 (91.9)                    | 34.6 (94.3)                    | 33.3 (91.9)                    | 32.4 (90.3)                    | 31.8 (89.2)                    | 29.3 (84.7)                    | 24.6 (76.3)                    | 20.6 (69.1)                    | 27.9 (82.2)                    |
| Tối thiểu trung bình ngày °C (°F) | 10.7 (51.3)                    | 13.0 (55.4)                    | 17.0 (62.6)                    | 22.0 (71.6)                    | 25.6 (78.1)                    | 27.6 (81.7)                    | 26.5 (79.7)                    | 25.9 (78.6)                    | 24.8 (76.6)                    | 21.6 (70.9)                    | 16.6 (61.9)                    | 12.8 (55.0)                    | 20.3 (68.6)                    |
| Lượng mưa trung bình mm (inches)  | 0 (0)                          | 0 (0)                          | 0 (0)                          | 0 (0)                          | 1 (0.0)                        | 3 (0.1)                        | 7 (0.3)                        | 23 (0.9)                       | 9 (0.4)                        | 0 (0)                          | 0 (0)                          | 0 (0)                          | 43 (1.7)                       |
| Nguồn: Climate-data.org           |                                |                                |                                |                                |                                |                                |                                |                                |                                |                                |                                |                                |                                |